# Anthony Davidson
Anthony Denis Davidson (Hemel Hempstead, Hertfordshire, Inglaterra, Reino Unido; 18 de abril de 1979) es un expiloto de automovilismo británico. Fue piloto de Fórmula 1, habiendo corrido para Minardi, BAR y Super Aguri y ejerció las funciones de piloto probador en Brawn GP.
Luego ha corrido en sport prototipos como piloto oficial de Peugeot en sus participaciones en la clase LMP1 del ACO en 2010 y 2011, y de Toyota a partir de 2012. Obtuvo el título de pilotos del Campeonato Mundial de Resistencia de la FIA 2014 y logró la victoria absoluta en las 12 Horas de Sebring de 2010, las 6 Horas de Silverstone de 2010 y 2014, y las 6 Horas de Spa-Francorchamps de 2011 y 2014, y podios en las 24 Horas de Le Mans. Actualmente es analista de los GGPP de F1 en Sky Sports.

## Inicios en el automovilismo (1987-2001)

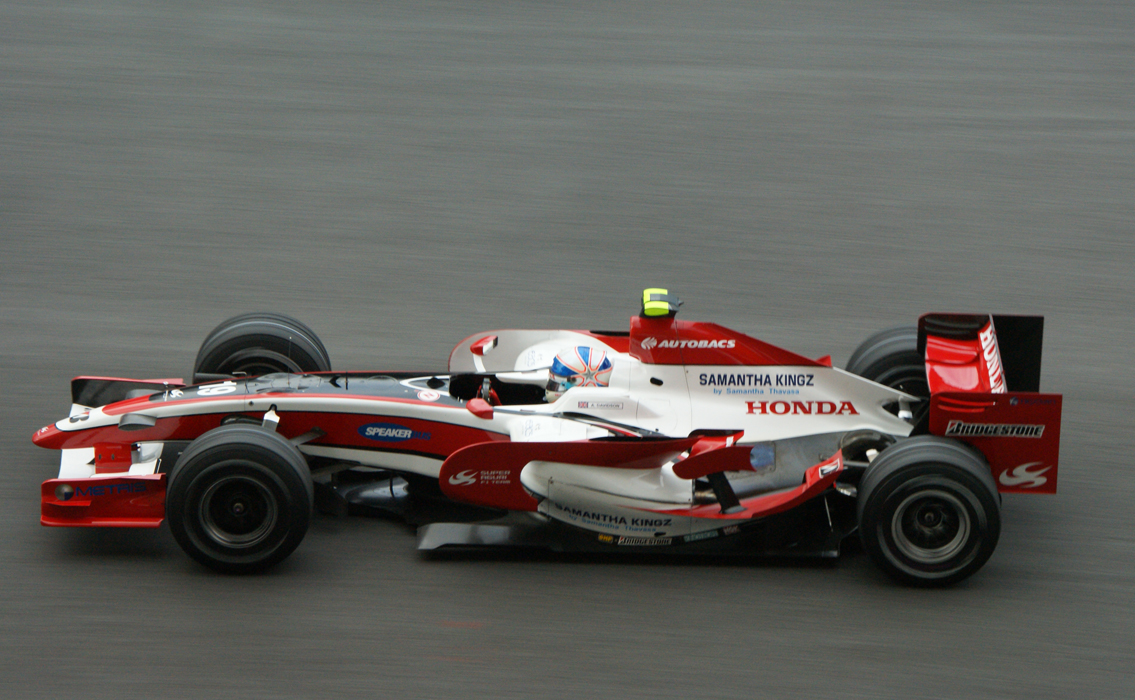
Davidson en el Gran Premio de Malasia de 2008.

Luego de ganar campeonatos de karting en su adolescencia, en 1999 pasó a la Fórmula Ford. Fue tercero en la Fórmula Ford Británica ese año y subcampeón en 2000. También ganó la clase 1600cc Kent del Festival Británico en 1999 y la carrera principal en 2000. A continuación ascendió a la Fórmula 3 Británica, donde el equipo Carlin le permitió obtener el subcampeonato de 2001. Ese año también ganó el Gran Premio de Pau de Fórmula 3 y llegó tercero en el Masters de Fórmula 3.

## Fórmula 1 (2001-2009)
Davidson entró en la Fórmula 1 como piloto probador de BAR en 2001. Debutó en la Fórmula 1 con Minardi en la temporada 2002, escudería con la que pudo correr dos GP, abandonando en ambos.
En los siguientes años, siguió de probador con el equipo BAR Honda (actualmente, Mercedes). Anthony hizo su primera y única participación en el Gran Premio de Malasia de 2005, ya que Takuma Satō se encontraba enfermo. Tuvo que abandonar en la vuelta 3 por un problema de motor. Sonó para los equipos Williams y Jordan, pero finalmente ninguna de estas operaciones se consumó y Anthony siguió de piloto de pruebas de Honda Racing F1.
Durante la temporada 2007, Davidson desempeñó el papel de compañero de equipo de Takuma Satō como piloto titular en Super Aguri. Anthony se reencontraba así con el japonés, quien había sido su compañero de equipo en la Fórmula 3 Británica y en BAR. Davidson no logró puntuar con Super Aguri, aunque estuvo a punto de lograrlo en Baréin (rompió motor cuando rodaba sexto) y Canadá (arrolló una marmota cuando iba en una brillante tercera posición) y tuvo un final de temporada mejor que el de su compañero. Sus mejores resultados fueron tres undécimos puestos con los que demostró que merecía una oportunidad. En 2008 siguió en la escudería japonesa, en la que no acaba la temporada por sus problemas económicos. Sin embargo, luego probó el Honda en los tests de Montmeló previos al Gran Premio de Francia.
En vista de que no podría conseguir un volante en la Fórmula 1 como titular, Davidson fue nuevamente piloto reserva de Brawn y luego de Mercedes (que anteriormente eran el equipo Honda Racing). El británico aseguraba que aún no había "acabado su negocio" en la máxima categoría del automovilismo, pero finalmente no conseguiría volver como piloto titular.

## Resistencia
En 2003, Davidson corrió las tres principales carreras de resistencia del ACO para Prodrive con una Ferrari 550 de la clase GTS: las 12 Horas de Sebring, donde fue segundo en su clase; las 24 Horas de Le Mans, donde abandonó; y Petit Le Mans, donde llegó segundo en su clase y sexto absoluto.
Luego de abandonar la Fórmula 1, Davidson volvió a la resistencia. Compitió en las 24 Horas de Le Mans de 2009 por el equipo oficial de Aston Martin, donde acabó 13.º, y participó en las 24 Horas de Spa por el equipo oficial Gigawave con un Nissan GT-R, que llegó décimo.
En 2010, Davidson se unió al equipo oficial Peugeot. Ganó las 12 Horas de Sebring, quedó cuarto en los 1000 km de Spa-Francorchamps y abandonó en Le Mans. Luego ganó los 1000 km de Silverstone y llegó segundo en Petit Le Mans, ayudando a la marca francesa a conquistar los títulos de marcas y equipos de la clase LMP1 de la Copa Intercontinental Le Mans.
El británico corrió seis de las siete fechas de la Copa Intercontinental Le Mans 2011 con el nuevo Peugeot 908. Obtuvo buenos resultados: ganó en Spa-Francorchamps, Imola y Zhuhai, terminó cuarto en Le Mans, llegó retrasado en Sebring y abandonó en Petit Le Mans, contribuyendo así a que Peugeot defendiera ambos títulos.
Ante la salida de Peugeot, Davidson corrió las 24 Horas de Le Mans 2012 con el equipo oficial de Toyota, nuevamente en la clase LMP1. Sufrió un fuerte accidente al tocarse con un Ferrari y salir despedido hacia el muro. Se dañó 2 vértebras, la 11.º y 12.º, lo que le obligó a estar unos 3 meses de baja.
En 2013, el británico se convirtió en piloto titular de Toyota en el Campeonato Mundial de Resistencia. Obtuvo un triunfo, dos segundos puestos (uno de ellos en Le Mans) y un tercero junto a Stéphane Sarrazin y Sébastien Buemi, de modo que se ubicó séptimo en el campeonato de pilotos de LMP1, por detrás de las dos ternas de Audi, y segundo en el campeonato de marcas. Por otra parte, disputó las 24 Horas de Daytona con un Chevrolet Corvette DP de 8Star junto a Sarrazin, Pedro Lamy y Nicolas Minassian entre otros.
En 2014, Davidson junto con Buemi lograron cuatro triunfos en Silverstone, Spa-Francorchamps, Fuji y Shanghái, y tres podios adicionales en 8 fechas, coronándose ambos campeones del mundo de resistencia.
El británico siguió con Toyota en el Campeonato Mundial de Resistencia 2015. Acompañado de Buemi y Nakajima, obtuvo un tercer puesto y dos cuartos, por lo que se ubicó 13.º en el campeonato de pilotos de LMP1. En 2016, estaban ganando en las 24 Horas de Le Mans, cuando a falta de cinco minutos para terminar la carrera, el Toyota se quedó sin potencia y no quedaron clasificados. El trío resultó 19.º en el Mundial de Resistencia, con un tercer puesto y dos cuartos.

## Periodismo
Davidson fue comentarista en la BBC Radio 5 Live en el Gran Premio de Gran Bretaña y el Gran Premio de Europa, y luego en todas las carreras de Fórmula 1 entre 2009 y 2011. Desde 2012, es comentarista de las transmisiones de Fórmula 1 en la cadena de televisión británica Sky Sports.

## Resultados

### Fórmula 1
(Clave) (negrita indica pole position) (cursiva indica vuelta rápida)

| Año     | Escudería                         | 1       | 2       | 3       | 4       | 5      | 6      | 7      | 8       | 9       | 10     | 11      | 12     | 13      | 14      | 15      | 16      | 17     | 18     | 19  | Pos. | Puntos |
| ------- | --------------------------------- | ------- | ------- | ------- | ------- | ------ | ------ | ------ | ------- | ------- | ------ | ------- | ------ | ------- | ------- | ------- | ------- | ------ | ------ | --- | ---- | ------ |
| 2002    | KL Minardi Asiatech               | AUS     | MYS     | BRA     | SMR     | ESP    | AUT    | MON    | CAN     | EUR     | GBR    | FRA     | GER    | HUN Ret | BEL Ret | ITA     | USA     | JPN    |        |     | NC   | 0      |
| 2004    | Lucky Strike BAR Honda            | AUS TD  | MYS TD  | BHR TD  | SMR TD  | ESP TD | MON TD | EUR TD | CAN TD  | USA TD  | FRA TD | GBR TD  | GER TD | HUN TD  | BEL TD  | ITA TD  | CHN TD  | JPN TD | BRA TD |     |      |        |
| 2005    | Lucky Strike BAR Honda            | AUS     | MYS Ret | BHR     | SMR     | ESP    | MON    | EUR    | CAN     | USA     | FRA    | GBR     | GER    | HUN     | TUR     | ITA     | BEL     | BRA    | JPN    | CHN | NC   | 0      |
| 2006    | Lucky Strike Honda Racing F1 Team | BHR TD  | MYS TD  | AUS TD  | SMR TD  | EUR TD | ESP TD | MON TD | GBR TD  | CAN TD  | USA TD | FRA TD  | GER TD | HUN TD  | TUR TD  | ITA TD  | CHN TD  | JPN TD | BRA TD |     |      |        |
| 2007    | Super Aguri F1                    | AUS 16  | MYS 16  | BHR 16† | ESP 11  | MON 18 | CAN 11 | USA 11 | FRA Ret | GBR Ret | EUR 12 | HUN Ret | TUR 14 | ITA 14  | BEL 16  | JPN Ret | CHN Ret | BRA 14 |        |     | 23.º | 0      |
| 2008    | Super Aguri F1                    | AUS Ret | MYS 15  | BHR 16  | ESP Ret | TUR    | MON    | CAN    | FRA     | GBR     | GER    | HUN     | EUR    | BEL     | ITA     | SIN     | JPN     | CHN    | BRA    |     | 22.º | 0      |
| Fuente: |                                   |         |         |         |         |        |        |        |         |         |        |         |        |         |         |         |         |        |        |     |      |        |

### 24 Horas de Le Mans
| Año     | Equipo                 | Copilotos                               | Automóvil                 | Clase  | Vueltas | Pos. | Pos. Clase |
| ------- | ---------------------- | --------------------------------------- | ------------------------- | ------ | ------- | ---- | ---------- |
| 2003    | Veloqx Prodrive Racing | Kelvin Burt Darren Turner               | Ferrari 550-GTS Maranello | GTS    | 176     | DNF  | DNF        |
| 2009    | Aston Martin Racing    | Darren Turner Jos Verstappen            | Lola-Aston Martin B09/60  | LMP1   | 342     | 13.º | 11.º       |
| 2010    | Team Peugeot Total     | Alexander Wurz Marc Gené                | Peugeot 908 HDi FAP       | LMP1   | 360     | DNF  | DNF        |
| 2011    | Peugeot Sport Total    | Alexander Wurz Marc Gené                | Peugeot 908               | LMP1   | 351     | 4.º  | 4.º        |
| 2012    | Toyota Racing          | Sébastien Buemi Stéphane Sarrazin       | Toyota TS030 Hybrid       | LMP1   | 82      | DNF  | DNF        |
| 2013    | Toyota Racing          | Sébastien Buemi Stéphane Sarrazin       | Toyota TS030 Hybrid       | LMP1   | 347     | 2.º  | 2.º        |
| 2014    | Toyota Racing          | Sébastien Buemi Nicolas Lapierre        | Toyota TS040 Hybrid       | LMP1-H | 374     | 3.º  | 3.º        |
| 2015    | Toyota Racing          | Sébastien Buemi Kazuki Nakajima         | Toyota TS040 Hybrid       | LMP1   | 386     | 8.º  | 8.º        |
| 2016    | Toyota Gazoo Racing    | Sébastien Buemi Kazuki Nakajima         | Toyota TS050 Hybrid       | LMP1   | 384     | NC   | NC         |
| 2017    | Toyota Gazoo Racing    | Sébastien Buemi Kazuki Nakajima         | Toyota TS050 Hybrid       | LMP1   | 358     | 8.º  | 2.º        |
| 2019    | DragonSpeed            | Roberto González Pastor Maldonado       | Oreca 07-Gibson           | LMP2   | 245     | DNF  | DNF        |
| 2020    | Jota                   | Roberto González António Félix da Costa | Oreca 07-Gibson           | LMP2   | 370     | 6.º  | 2.º        |
| 2021    | Jota                   | Roberto González António Félix da Costa | Oreca 07-Gibson           | LMP2   | 358     | 13.º | 8.º        |
| Fuente: |                        |                                         |                           |        |         |      |            |

### Campeonato Mundial de Resistencia de la FIA
(Clave) (negrita indica pole position) (cursiva indica vuelta rápida)

| Año     | Escudería           | Clase | Automóvil           | 1   | 2   | 3   | 4   | 5   | 6   | 7   | 8   | 9   | Pos. | Puntos | Ref.   |
| ------- | ------------------- | ----- | ------------------- | --- | --- | --- | --- | --- | --- | --- | --- | --- | ---- | ------ | ------ |
| 2012    | Toyota Racing       | LMP1  | Toyota TS030 Hybrid | SEB | SPA | LMS | SIL | SÃO | BHR | FUJ | SHA |     | NC   | 0      | [ 14 ] |
| 2012    | Toyota Racing       | LMP1  | Toyota TS030 Hybrid | Ret |     |     |     |     |     |     |     |     | NC   | 0      | [ 14 ] |
| 2013    | Toyota Racing       | LMP1  | Toyota TS030 Hybrid | SIL | SPA | LMS | SÃO | COA | FUJ | SHA | BHR |     | 3.º  | 106.25 | [ 15 ] |
| 2013    | Toyota Racing       | LMP1  | Toyota TS030 Hybrid | 3   | 4   | 2   | Ret | 2   | 13  | Ret | 1   |     | 3.º  | 106.25 | [ 15 ] |
| 2014    | Toyota Racing       | LMP1  | Toyota TS040 Hybrid | SIL | SPA | LMS | COA | FUJ | SHA | BHR | SÃO |     | 1.º  | 166    | [ 16 ] |
| 2014    | Toyota Racing       | LMP1  | Toyota TS040 Hybrid | 1   | 1   | 3   | 3   | 1   | 1   | 10  | 2   |     | 1.º  | 166    | [ 16 ] |
| 2015    | Toyota Racing       | LMP1  | Toyota TS040 Hybrid | SIL | SPA | LMS | NÜR | COA | FUJ | SHA | BHR |     | 5.º  | 79     | [ 17 ] |
| 2015    | Toyota Racing       | LMP1  | Toyota TS040 Hybrid | 3   | 8   | 8   | 5   | 4   | 5   | 6   | 4   |     | 5.º  | 79     | [ 17 ] |
| 2016    | Toyota Gazoo Racing | LMP1  | Toyota TS050 Hybrid | SIL | SPA | LMS | NÜR | MEX | COA | FUJ | SHA | BHR | 8.º  | 60     | [ 18 ] |
| 2016    | Toyota Gazoo Racing | LMP1  | Toyota TS050 Hybrid | 16  | 17  | NC  | 5   |     | 5   | 4   | 3   | 4   | 8.º  | 60     | [ 18 ] |
| 2017    | Toyota Gazoo Racing | LMP1  | Toyota TS050 Hybrid | SIL | SPA | LMS | NÜR | MEX | COA | FUJ | SHA | BHR | 3.º  | 168    | [ 19 ] |
| 2017    | Toyota Gazoo Racing | LMP1  | Toyota TS050 Hybrid | 1   | 1   | 6   | 4   | 3   |     | 1   | 1   | 1   | 3.º  | 168    | [ 19 ] |
| 2018-19 | DragonSpeed         | LMP2  | Oreca 07-Gibson     | SPA | LMS | SIL | FUJ | SHA | SEB | SPA | LMS |     | 7.º  | 83     | [ 20 ] |
| 2018-19 | DragonSpeed         | LMP2  | Oreca 07-Gibson     |     |     | 4   | 6   | 2   | 3   | 1   | Ret |     | 7.º  | 83     | [ 20 ] |
| 2019-20 | Jota Sport          | LMP2  | Oreca 07-Gibson     | SIL | FUJ | SHA | BHR | COA | SPA | LMS | BHR |     | 4.º  | 142    | [ 21 ] |
| 2019-20 | Jota Sport          | LMP2  | Oreca 07-Gibson     |     | DSQ | 1   | 2   | 3   | 4   | 2   | 2   |     | 4.º  | 142    | [ 21 ] |